# Rajd Monte Carlo 1949
Rajd Monte Carlo 1949 (19. Rallye Automobile de Monte-Carlo) – rajd samochodowy rozgrywany w Monaco od 24 do 30 stycznia  1949 roku. Rajd został rozegrany na asfalcie i śniegu. 

## Wyniki końcowe rajdu[1][2]
| Msc. | Kierowca | Numer                       | Samochód            | Czas |
| ---- | -------- | --------------------------- | ------------------- | ---- |
| 1    | 36       | Jean Trévoux                | Hotchkiss 686 GS    |      |
| 2    | 38       | Maurice Worms               | Hotchkiss 686 GS    |      |
| 3    | 68       | František Dobry             | Bristol 400         |      |
| 4    | 126      | Leonard Potter              | Allard 3.6 L        |      |
| 5    | 42       | Ken Wharton                 | Ford 3.6 L          |      |
| 6    | 49       | Paul Vallée                 | Delahaye 135 MS     |      |
| 7    | 22       | Jean Laroche                | Salmson S4 E        |      |
| 8    | 30       | Alan Godsal                 | Allard 3.6 L        |      |
| 9    | 177      | Manuel Giró i Minguella     | Ford V8             |      |
| 10   | 159      | Salvador Fabregas Bas       | Talbot 4L           |      |
| 11   | 128      | Godfrey Imhof               | Allard 3.9          |      |
| 12   | 129      | Countess von Limburg Stirum | Ford V8             |      |
| 13   | 66       | Louis Rosier                | Renault 4CV         |      |
| 14   | 10       | T. C. Wise                  | Jowett Javelin      |      |
| 15   | 75       | Berger                      | Citroën 11          |      |
| 16   | 142      | Jean Sandt                  | Citroën 11          |      |
| 17   | 85       | Norma                       | Simca 8             |      |
| 18   | 88       | Boulard                     | Citroën 11          |      |
| 19   | 154      | Maurice Gatsonides          | Hillman Minx        |      |
| 20   | 12       | Hall                        | Lagonda 4.5. L      |      |
| 21   | 205      | M. J. Palma                 | Ford V8             |      |
| 22   | 131      | R. Smith                    | Jowett Javelin      |      |
| 23   | 86       | Louis Chiron                | Austin 16           |      |
| 24   | 56       | Sydney Allard               | Allard 3.6 L        |      |
| 25   | 3        | Taulelle                    | Talbot 2.7 L        |      |
| 26   | 60       | Mike Couper                 | Jaguar Mk VI        |      |
| 27   | 50       | Brugairolles                | Citroën 15/6        |      |
| 28   | 158      | Kohout                      | Tatra 87            |      |
| 29   | 4        | Peraud                      | Renault 4CV         |      |
| 30   | 63       | Dufour                      | Delahaye 135        |      |
| 31   | 7        | Henry Senn                  | Simca 8             |      |
| 32   | 11       | M. Allison                  | Lancia Dilambda 8   |      |
| 33   | 11       | Simao Chaskelmann           | Mercury 3.9 L       |      |
| 34   | 125      | P. R. Monkhouse             | Sunbeam Talbot 10   |      |
| 35   | 37       | Finigan                     | Standard Vanguard   |      |
| 36   | 152      | Fowler                      | Healey 2.4 L        |      |
| 37   | 140      | Harper                      | Vauxhall Velox      |      |
| 38   | 113      | Hansson                     | Studebaker Champion |      |
| 39   | 140      | Landon                      | Renault 4CV         |      |
| 40   | 172      | Marcel Becquart             | Hotchkiss 686       |      |
| 41   | 124      | Haines                      | Sunbeam Talbot 10   |      |